# Alebroides sinuatus
Alebroides sinuatus är en insektsart som beskrevs av Irena Dworakowska 1980. Alebroides sinuatus ingår i släktet Alebroides och familjen dvärgstritar. Inga underarter finns listade i Catalogue of Life.